# HD 36780
HD 36780 è una stella gigante arancione di magnitudine 5,92 situata nella costellazione di Orione. Dista 843 anni luce dal sistema solare.

## Osservazione

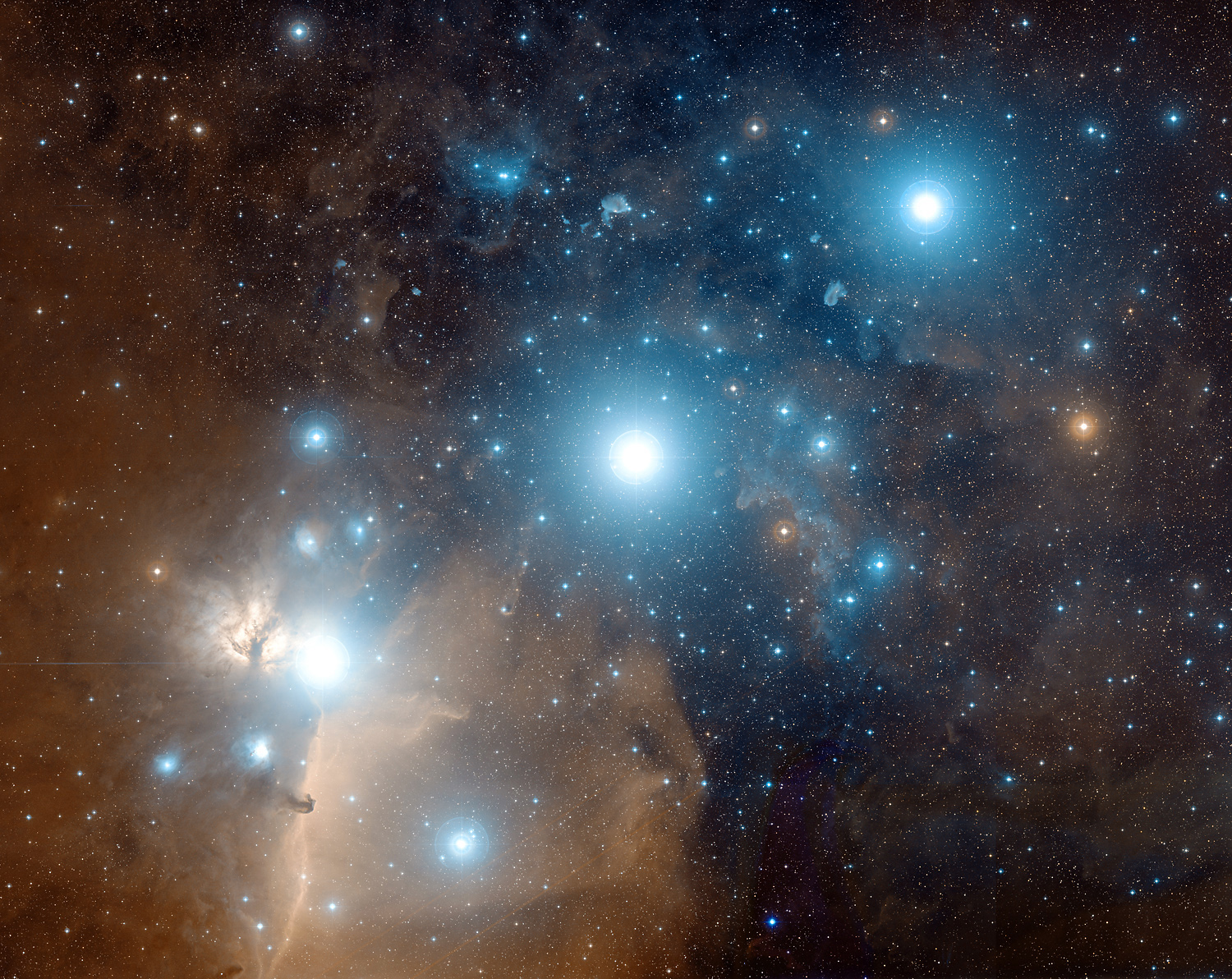
In questa immagine della Cintura di Orione, HD 36780 è la stella di colore arancio più prossima ad Alnilam (al centro dell'immagine).

Si tratta di una stella situata nell'emisfero celeste australe, ma molto in prossimità dell'equatore celeste; ciò comporta che possa essere osservata da tutte le regioni abitate della Terra senza alcuna difficoltà e che sia invisibile soltanto molto oltre il circolo polare artico. Nell'emisfero sud invece appare circumpolare solo nelle aree più interne del continente antartico. La sua magnitudine pari a 5,9 la pone al limite della visibilità ad occhio nudo, pertanto per essere osservata senza l'ausilio di strumenti occorre un cielo limpido e possibilmente senza Luna.
Il periodo migliore per la sua osservazione nel cielo serale ricade nei mesi compresi fra fine ottobre e aprile; da entrambi gli emisferi il periodo di visibilità rimane indicativamente lo stesso, grazie alla posizione della stella non lontana dall'equatore celeste.

## Caratteristiche fisiche
La stella è una gigante arancione; possiede una magnitudine assoluta di -1,14 e la sua velocità radiale positiva indica che la stella si sta allontanando dal sistema solare.